# Mary Chapin Carpenter
Mary Chapin Carpenter (Princeton, 21 de febrer de 1958) és una cantant estatunidenca de música country i folk. Va passar molts anys cantant en clubs de Washington, D.C. abans de començar a ser famosa i signar a finals de la dècada de 1980 un contracte amb Columbia Records.
Ha guanyat cinc premis Grammy, i és l'única artista que hagi obtingut quatre Grammys consecutius a la categoria de millor interpretació vocal femenina de country. El 2005 havia venut més de 12 milions de discos.

## Discografia
- Hometown Girl (1987)
- State of the Heart (1989)
- Shooting Straight in the Dark (1990)
- Come On Come On (1992)
- Stones in the Road (1994)
- A Place in the World (1996)
- Party Doll and Other Favorites (1999)
- Time* Sex* Love*  (2001)
- The Essential Mary Chapin Carpenter (2003)
- Between Here and Gone (2004)
- The Calling (2007)
- The Age of Miracles (2010)
- Ashes and Roses (2012)
- Songs from the Movie (2014)
- The Things That We Are Made Of (2016)
- Sometimes Just the Sky (2018)
- The Dirt and the Stars (2020)

## Guardons
Premis
- 1993: Premi Grammy per a la millor interpretació vocal femenina de música country per la cançó "I Feel Lucky"
- 1994: Premi Grammy per a la millor interpretació vocal femenina de música country per la cançó "Passionate Kisses"
- 1995: Premi Grammy al millor àlbum de country per a Stones in the Road
- 1995: Premi Grammy per a la millor interpretació vocal femenina de música country per la cançó "Shut Up and Kiss me"